# La Leyenda de la Mancha
Albums de Mägo de Oz
Mägo de Oz (La Bruja)
(1997) Finisterra
(2000)
La Leyenda de la Mancha est le troisième album studio du groupe de folk metal espagnol Mägo de Oz. L'album est sorti le 2 octobre 1998 sous le label Locomotive Music.
Cet opus est un album-concept, les paroles de l'album parlent d'un Don Quichotte des temps modernes.
Le titre Molinos de viento est un des titres les plus appréciés des fans du groupe. Il clôt généralement les concerts du groupe. L'album est considéré quant à lui comme étant un des meilleurs opus du groupe.

## Musiciens
- José: Chant
- Carlitos: Guitare
- Frank: Guitare
- Salva: Basse
- Txus: Batterie
- Mohamed: Violon

## Liste des morceaux
1. En un lugar...
2. El Santo Grial
3. La Leyenda de la Mancha
4. Noche toledana
5. Molinos de viento
6. Dime con quién andas
7. Maritornes
8. El Bálsamo de Fierabrás
9. El pacto
10. La Ínsula de Barataria
11. El templo del adiós
12. Réquiem
13. Ancha es Castilla